# Football Club Jeunesse Canach

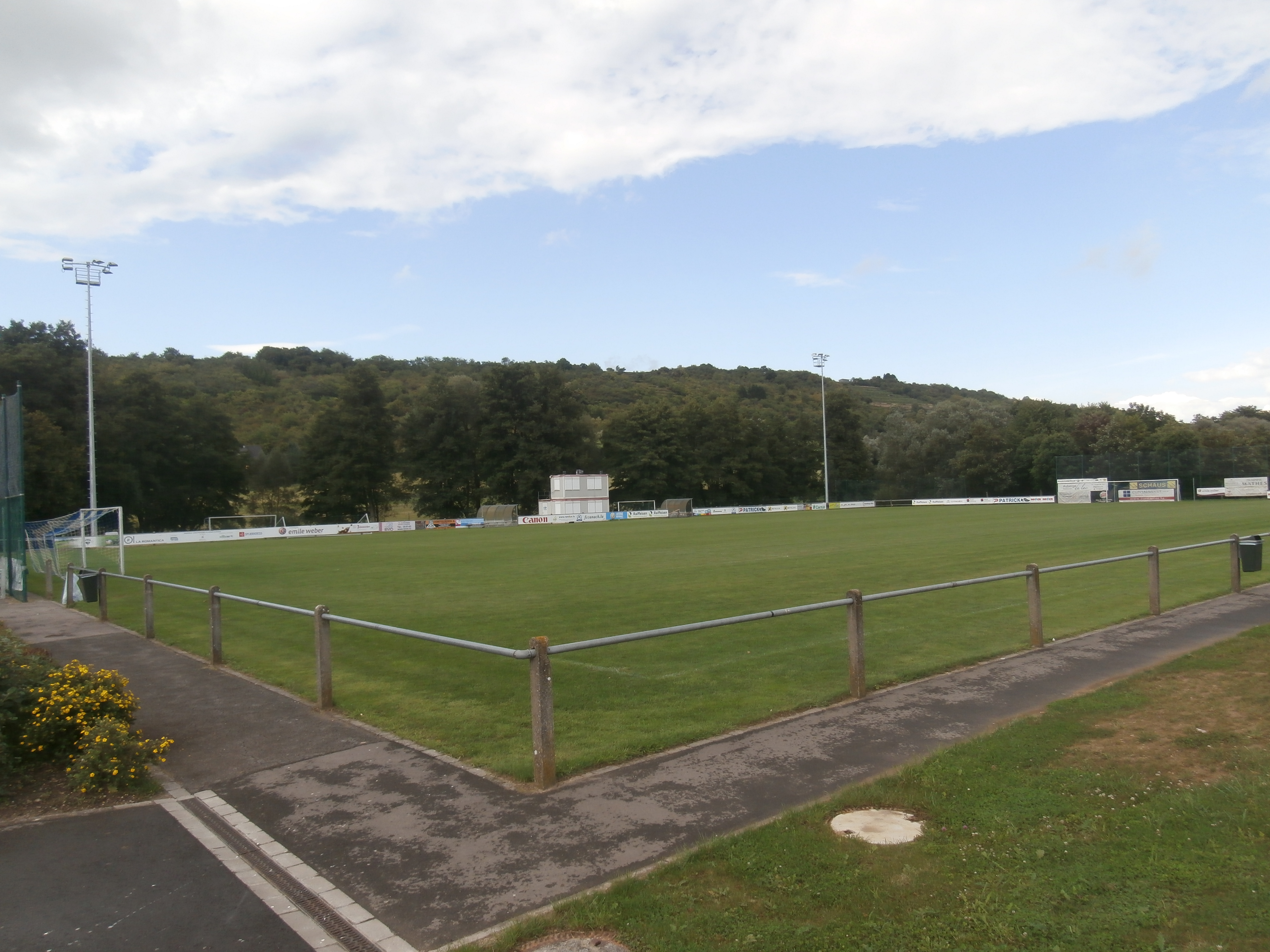
Estadi Rue de Lenningen

El  	Football Club Jeunesse Canach (Català:FC Joventut Canach) és un equip de futbol de Canach, al Luxemburg. Va ser fundat el 1930. Actualment juga a la Primera Divisió luxemburguesa, gràcies a l'ascens aconseguit la temporada 2009/10. Juga els seus partits de local a l'Estadi Rue de Lenningen.
Fundat el 1930 com a FC Fortuna Canach, el club es va dissoldre al començament de la Segona Guerra Mundial. El 1946 va ser refundat, però uns anys més tard, el 1953, es va tornar a dissoldre. El 1957 el club va renéixer amb el seu nom actual. Va debutar a la Primera Divisió la temporada 2010/11.